# Heterogonie (Psychologie)
Nach Wilhelm Wundt (1832–1920) wird mit Heterogonie ein Wirkungsverhältnis beschrieben, das entsteht, wenn bei der Verfolgung eines Zwecks sich die ursprüngliche Motivlage verändert, nachdem die Kausalität des eigenen Handelns beobachtet wurde. Wundt nennt eine solche Veränderung der Zweckmotive "Nebenwirkungen", die bei der ursprünglichen Zweckbestimmung nicht mitgedacht wurden, aber dazu angetan sind, die vorhandenen Zwecke zu verändern oder neue entstehen zu lassen.

## Rezeption
Die Annahme, dass in den Wirkungen noch Nebenwirkungen gegeben sind, die in den vorausgehenden Zweckvorstellungen nicht mitgedacht waren, aber gleichwohl in neue Motivreihen eingehen und die ursprünglichen Zwecke verändern und ergänzen, ist auch von Max Weber (1864–1920) aufgegriffen worden. Er hat ausgehend von diesen Tatsachen die einander entsprechenden Begriffe der Gesinnungsethik und der Verantwortungsethik geprägt.